# 7 Berryz Times
7 Berryz Times (⑦ Berryz タイムス?, Sebun Berīzu Taimusu) è il settimo album in studio del gruppo idol femminile giapponese Berryz Kobo, pubblicato nel 2011.

## Tracce
Testi e musiche di Tsunku.
1. Icchōme Rock! (一丁目ロック！)
2. Heroine ni Narō ka! (ヒロインになろうか！)
3. Bomb Bomb Jump (ＢＯＭＢ ＢＯＭＢ ＪＵＭＰ)
4. Masshiroi Ano Kumo (真っ白いあの雲)
5. Maji Bomber!! (本気ボンバー！！)
6. Joshikai The Night (女子会 Ｔｈｅ Ｎｉｇｈｔ)
7. Girls Times (ガールズタイムス)
8. Onna no Pride (女のプライド)
9. Shining Power (シャイニング パワー)
10. Magical Future! (マジカルフューチャー！)